# ليفياثان (فلم 2014)
ليفياثان هو فيلم دراما روسي إنتاج 2014 من إخراج أندري زفياغنسيف وبطولة ألكيسي سيريبرياكوف، فلاديمير فودوفتيشنكوف وإيلينا ليادوفا.